# Wolfgang Heimbach
Wolfgang Heimbach (Ovelgönne, ... – dopo il 1678) è stato un pittore tedesco.

## Biografia
Trascorse il periodo di apprendistato nei Paesi Bassi tra il 1630 e il 1640. Lavorò in Italia per casa Pamphili e per il granduca di Toscana dal 1640 al 1651, e dal 1653 al 1662 per il re di Danimarca, dopo un soggiorno a Oldenburg, restò fino alla morte al servizio del principe-vescovo di Galen a Coesfeld e a Münster. I contemporanei apprezzarono molto i suoi ritratti ingenui, spesso tinti di dilettantismo, e i suoi quadri di genere.

### Opere
- Nozze, Brema, Kunsthalle, 1637
- Il malato, Amburgo, Hamburger Kunsthalle, 1669
- Ritratto equestre del vescovo Christoph Bernhard von Galen, Munster, ?
- Ritratto del vescovo Christoph Bernhard von Galen, Munster, 1670